# Castellolí
Castellolí település Spanyolországban, Barcelona tartományban. Lakosainak száma 658 fő (2024).

## Földrajza
Castellolí Castellfollit del Boix, El Bruc, Piera, La Pobla de Claramunt és Òdena községekkel határos.

## Népesség
A település lakosságának változását az alábbi diagram mutatja:
| Lakosok száma | 156  | 639  | 548  | 528  | 439  | 452  | 506  | 571  | 619  | 658  |
|               | 1717 | 1887 | 1936 | 1960 | 1986 | 2004 | 2009 | 2014 | 2019 | 2024 |